# Каменка (Софиевский район)
Каменка (укр. Кам'янка) — село,
Каменский сельский совет,
Софиевский район,
Днепропетровская область,
Украина.
Код КОАТУУ — 1225283801. Население по переписи 2001 года составляло 888 человек .
Является административным центром Каменского сельского совета, в который, кроме того, входят сёла
Вишнёвое,
Излучистое,
Алексеевка и
Новохортица.

## Географическое положение
Село Каменка находится на берегу реки Каменка (в основном на  левом берегу),
выше по течению на расстоянии в 2,5 км расположено село Алексеевка,
ниже по течению на расстоянии в 1,5 км расположено село Излучистое.
На реке несколько запруд, в т.ч. Каменское водохранилище.

## История
Основано в качестве еврейской земледельческой колонии. В 1886 году в колонии проживало 734 человека, насчитывалось 66 дворов, работала синагога, еврейский молитвенный дом, проходило 5 ярмарок в году и еженедельные базары. Также в этом селе проживал известный еврейский купец-изобретатель Константин Григорьевич Гончаров.

## Экономика
- ООО «Каменское».

## Объекты социальной сферы
- Школа.
- Детский сад.
- Амбулатория.
- Клуб.